# La Fage-Montivernoux
La Fage-Montivernoux är en kommun i departementet Lozère i regionen Occitanien i södra Frankrike. Kommunen ligger i kantonen Fournels som tillhör arrondissementet Mende. År 2022 hade La Fage-Montivernoux 133 invånare.

## Befolkningsutveckling
Antalet invånare i kommunen La Fage-Montivernoux
| Referens: INSEE |